# Der Maquis
Der Maquis (Originaltitel: The Maquis) ist eine Doppelfolge der US-amerikanischen Science-Fiction-Fernsehserie Star Trek: Deep Space Nine. Es handelt sich um die 20. und die 21. Folge der zweiten Staffel. Sie wurde in den Vereinigten Staaten über Syndication vermarktet und erstmals am 24. April und 1. Mai 1994 auf verschiedenen Fernsehsendern ausgestrahlt. In Deutschland war sie zum ersten Mal am 23. und 26. September 1994 in einer synchronisierten Fassung auf Sat.1 zu sehen.

## Handlung

### Teil I
Im Jahr 2370 legt das cardassianische Transportschiff Bok’Nor an der Raumstation Deep Space Nine an. Kurz bevor es wieder ablegt, macht sich ein Mann in Sternenflottenuniform an den Kontrollen der Luftschleuse zu schaffen. Kaum hat das Schiff seine Weiterreise angetreten, registriert Wissenschaftsoffizierin Jadzia Dax ungewöhnliche Messwerte. Sie versucht noch, die Bok’Nor zu warnen, doch es ist bereits zu spät und sie explodiert. Umgehend wird eine Untersuchung eingeleitet. Chefingenieur Miles O’Brien findet in den Trümmern des Schiffs Spuren von Mercassium – ein Material, das ausschließlich von der Föderation verwendet wird. Dax kommt zu dem Schluss, dass das Mercassium in einem Gerät verbaut wurde, welches mittels Protomaterie eine Implosion des Impulsantriebs der Bok’Nor verursachte.
Kurz darauf kommt Calvin Hudson auf die Station. Er ist ein alter Freund von Commander Sisko und Attaché für die Föderationskolonien in der Demilitarisierten Zone entlang der cardassianischen Grenze. Er beklagt, dass die Kolonien nach dem jüngst ausgehandelten Friedensvertrag nur unzureichend geschützt sind und befürchtet, dass schon bald eine Reaktion der Cardassianer auf die Zerstörung der Bok’Nor erfolgen wird. Währenddessen trifft sich der Saboteur (jetzt in zivil) diskret mit der Vulkanierin Sakonna, die ihn darüber informiert, das für ihn ein Quartier reserviert wurde und er in Kürze die Station mit einem Raumschiff verlassen kann. Zwei Pelianer belauschen allerdings ihr Gespräch und entführen wenig später den Saboteur. Sakonna trifft währenddessen nichtsahnend den Barbesitzer Quark, um ihm eine neue Geschäftsbeziehung vorzuschlagen. Bei einem Abendessen offenbart sie ihm, dass sie daran interessiert ist, größere Mengen verschiedenster Waffen zu kaufen.
Als Sisko am Abend sein Quartier betritt, trifft er dort unverhofft auf Gul Dukat, den früheren cardassianischen Kommandanten von Deep Space Nine, der sich heimlich Zutritt verschafft hat. Dukat informiert ihn, dass er ohne Wissen des cardassianischen Zentralkommandos angereist ist, denn er möchte Sisko helfen, die Wahrheit über die Zerstörung der Bok’Nor herauszufinden. Er glaubt, dass eigenmächtig handelnde Sternenflottenoffiziere dafür verantwortlich sind und um das zu beweisen, will er gemeinsam mit Sisko in die Demilitarisierte Zone fliegen. Sisko ist einverstanden und die beiden brechen mit einem Runabout auf. Als deutliches Zeichen seines Misstrauens gegenüber Dukat lässt Sisko während des Fluges dessen Kontrollkonsole deaktiviert. Plötzlich empfangen sie einen Notruf von einem Handelsschiff der Föderation, das von zwei cardassianischen Raumschiffen angegriffen wird. Unerwartet nähert sich ein weiteres kleines Föderationsraumschiff, das Sisko nicht genauer identifizieren kann. Zu seiner Überraschung ist es mit Photonentorpedos bewaffnet und zerstört damit die cardassianischen Schiffe.
Schließlich erreichen Sisko und Dukat die Föderationskolonie Volan III. Dort werden sie Zeuge einer erregten Debatte zwischen den Ratsmitgliedern, Hudson und dem cardassianischen Attaché Gul Evek. Evek ist überrascht über den unangekündigten Besuch von Dukat, fährt aber unbeirrt fort. Er hat den Saboteur der Bok’Nor als einen Föderationskolonisten namens William Patrick Samuels identifiziert. Nach seiner Gefangennahme hat er ein umfassendes Geständnis abgelegt, sich dann aber bedauerlicherweise in seiner Zelle selbst das Leben genommen. Ein Ratsmitglied namens Amaros muss zurückgehalten werden, um nach dieser Offenbarung nicht auf Evek loszugehen. Später äußert Hudson im Zwiegespräch mit Sisko seine Sorge, dass die Cardassianer heimlich ihre Kolonisten bewaffnen, um die Föderationskolonisten aus der Demilitarisierten Zone zu vertreiben. Er vermutet, dass die Bok’Nor Waffen schmuggeln sollte und Samuels sie deshalb sabotiert habe.
Auf dem Rückweg nach Deep Space Nine gesteht Dukat, dass er über Samuels’ erzwungenes Geständnis Bescheid wusste, nicht jedoch über seinen vermeintlichen Selbstmord, den er für eine Fehlentscheidung Eveks hält. Er ist sich sicher, dass die Bok’Nor keine Waffen an Bord hatte, als sie von Deep Space Nine ablegte, hält es aber für möglich, dass sie auf ihrem Weiterflug welche aufnehmen wollte. Auf der Station wird Dukat ein Quartier zugewiesen, das permanent bewacht wird. O’Brien hat seine Untersuchung inzwischen abgeschlossen und kann bestätigen, dass die Bok’Nor durch Föderationstechnik zerstört wurde. Die bajoranische Verbindungsoffizierin Kira Nerys rät Sisko eindringlich, dass er die Föderation bitten soll, die Kolonisten besser zu schützen, denn aus eigener Erfahrung weiß sie, dass die Cardassianer jede Gelegenheit nutzen werden, um ihnen das Leben schwer zu machen.
Unterdessen überwältigen Sakonna und ein als Sicherheitsoffizier verkleideter Mann namens Niles die Wache vor Dukats Quartier. Unter einem Vorwand locken sie Dukat zu einer Luftschleuse und entführen ihn. Als sein Verschwinden bemerkt wird, machen sich Sisko, Kira und Stationsarzt Julian Bashir umgehend daran, die Entführer aufzuspüren. In diesem Moment trifft eine Nachricht ein, in der sich eine Gruppierung namens „Maquis“ zur Zerstörung der Bok’Nor bekennt. Sisko und seinen Leuten gelingt es, das Schiff der Entführer aufzuspüren. Sie sind in die Badlands geflogen – eine äußerst gefährliche Region des Weltraum entlang der cardassianischen Grenze, die aufgrund der zahlreichen Plasmastürme meist umflogen wird. Dort finden Sisko, Kira und Bashir einen bewohnbaren Asteroiden vor. Auf der Oberfläche treffen sie auf eine Gruppe von Maquis-Mitgliedern – und auf Calvin Hudson, der nun offenbart, dass er einer von ihnen ist.

### Teil II
Hudson erklärt, er sei enttäuscht, dass die Föderation zu wenig für den Schutz ihrer Kolonisten unternehme. Diplomatische Bemühungen reichen seiner Ansicht nach nicht aus, darum sei er dem Maquis beigetreten, der den Kampf gegen die Cardassianer in die eigene Hand nehmen will. Als Sisko sich weigert, sich ihm anzuschließen und auf Dukats Freilassung besteht, betäuben die Maquis-Leute ihn, Kira und Bashir. Als sie wieder zu sich kommen, kehren sie unverrichteter Dinge nach Deep Space Nine zurück. Dort wartet bereits Admiral Alynna Nechayev auf Sisko. Sie betrachtet den Maquis als eine Gruppe von „Hitzköpfen“, ist aber zuversichtlich, dass sie sich durch vernünftige Argumente davon abbringen lassen, weitere kriminelle Aktionen durchzuführen. Sisko kritisiert diese Einstellung, denn seiner Meinung nach zeugt sie von einem grundlegenden Unverständnis der Admiralin gegenüber der Situation, in der sich die Kolonisten befinden. Die Erde hat sich in den letzten Jahrhunderten zu einem Paradies gewandelt und Sisko findet, es sei leicht, ein Heiliger im Paradies zu sein. Von den Kolonisten könne man aber nicht verlangen, sich wie Heilige zu benehmen, denn durch die permanenten Konflikte mit den Cardassianern seien sie zu unmoralischen Handlungen gezwungen.
Sicherheitschef Odo informiert Sisko, dass er Quark wegen seiner Geschäfte mit Sakonna festgenommen hat. Quark gesteht, dass er lediglich Kontakte hergestellt, aber nicht persönlich Waffen geliefert habe. Er vermutet, dass der Maquis den Handel innerhalb der nächsten Tage abschließen wird. Kurz darauf trifft der cardassianische Legat Parn auf der Station ein. Er behauptet, das Zentralkommando habe mit der Bewaffnung der cardassianischen Kolonisten in der Demilitarisierten Zone nichts zu tun. Dies gehe auf das Konto einer kleinen Gruppe „fehlgeleiteter Offiziere“ unter der Führung von Gul Dukat. Sisko glaubt ihm kein Wort und ist stattdessen sicher, dass die cardassianischen Kolonisten tatsächlich von ihrer eigenen Regierung bewaffnet werden. Umso wichtiger ist es für ihn, Dukat zu befreien.
Sakonna und einige andere Maquis-Mitglieder versuchen vergeblich, Dukat Informationen zu entlocken. Sisko, Odo und Bashir gelingt es, unbemerkt in ihr Versteck einzudringen. Sie befreien Dukat und nehmen die Maquis-Leute fest. Sisko lässt lediglich Amaros laufen, damit der Hudson ausrichtet, dass es noch nicht zu spät für eine friedliche Lösung ist. Im Gegenzug für Siskos Bemühungen, den Maquis zu stoppen, bietet Dukat an, dabei zu helfen, den cardassianischen Waffenschmuggel zu unterbinden. Dank ihm wird ein xepolitisches Frachtschiff ausgemacht, dessen Hülle für Scanner undurchdringlich ist. Nach mehreren Drohungen Dukats muss der Captain des Schiffs schließlich zugeben, dass er Waffen transportiert und übergibt seine Ladung.
Da das Komplott des cardassianischen Zentralkommandos nun aufgedeckt ist, ist die Gelegenheit für neue Friedensverhandlungen eigentlich günstig, doch der Maquis plant stattdessen einen weiteren Angriff. Sakonna verrät Sisko, das Ziel sei ein Waffenlager, das sich inmitten einer zivilen cardassianischen Kolonie befindet, doch sie weiß nicht, welche Kolonie. Sisko trifft sich in der Demilitarisierten Zone noch einmal mit Hudson. Er will ihn überzeugen, dass durch die Aufdeckung des cardassianischen Waffenschmuggels keine weiteren Gewalttaten mehr nötig sind. Sollte es doch welche geben, würde der Maquis von der Föderation als Feind betrachtet. Hudson sieht sich allerdings bereits im Krieg und hält an seinem Plan fest. Sisko bleibt nun keine Wahl, als sich seinem alten Freund im Kampf zu stellen.
Dukat hat in der Zwischenzeit herausgefunden, dass sich das Waffendepot in der Bryma-Kolonie befindet. Alle drei Runabouts von Deep Space Nine fliegen dorthin, um die Kolonie vor dem Maquis zu beschützen. Mehrere Maquis-Angriffsjäger nähern sich. Es kommt zu einem Kampf, bei dem die Runabouts und die Jäger sich gegenseitig ihre Waffen- und Antriebssysteme beschädigen. Letztlich sind aber weder Sisko noch Hudson bereit dazu, den jeweils anderen zu töten. Der Kampf endet daher damit, dass Hudson den Angriff auf die Kolonie abbricht und Sisko ihm gestattet, die Flucht anzutreten. Sisko erhält von der Sternenflotte eine förmliche Belobigung für die Abwendung eines Krieges, doch er fragt sich, ob er ihn vielleicht nur hinausgezögert hat.

## Verbindungen zu anderen Star-Trek-Produktionen
Die Handlung von Der Maquis baut auf mehreren früheren Star-Trek-Produktionen auf:
- Das hier erwähnte fiktive Material Rodinium war zuvor bereits in der Folge Spock unter Verdacht der Originalserie Raumschiff Enterprise erwähnt worden.
- Der verdeckte Waffenschmuggel der Cardassianer nach Bajor in den Folgen 2.01–2.03 (Die Heimkehr, Der Kreis und Die Belagerung) wird thematisiert. Allerdings werden in Der Maquis fälschlich die Yridianer als Mittelsmänner bei dieser Aktion angegeben, obwohl es eigentlich die Kressari waren.
- Der Vertrag zwischen der Föderation und den Cardassianern, der zur Einrichtung der Demilitarisierten Zone führte (und damit unbeabsichtigt auch zur Entstehung des Maquis), spielte eine wichtige Rolle in Folge 7.20 (Am Ende der Reise) von Raumschiff Enterprise – Das nächste Jahrhundert.

Einige Elemente aus dieser Folge wurden in späteren Star-Trek-Produktionen wieder aufgegriffen:
- Dem Maquis kommt im weiteren Verlauf der Serie Star Trek: Deep Space Nine noch eine größere Bedeutung zu. Eine wichtige Rolle spielt er auch in Folge 7.24 (Die Rückkehr von Ro Laren) von Raumschiff Enterprise – Das nächste Jahrhundert. In der 1995 gestarteten Serie Star Trek: Raumschiff Voyager nimmt der Maquis eine zentrale Stellung ein. Hier werden ein Föderations- und ein Maquis-Raumschiff unerwartet in den Delta-Quadranten verschlagen und die beiden Besatzungen sind gezwungen, bei ihrer Heimreise zusammenzuarbeiten.
- Die Badlands und die Tatsache, dass dort Schiffe verschwunden sind, werden hier erstmals erwähnt. Dies wurde zur Grundlage für die unfreiwillige Reise der Voyager in den Delta-Quadranten im Pilotfilm Der Fürsorger von Star Trek: Raumschiff Voyager.
- Dukat erwähnt hier, dass bei cardassianischen Gerichtsprozessen das Urteil immer schon vor der Verhandlung feststeht. In Folge 2.25 (Das Tribunal) ist ein solcher Prozess zu sehen.
- Captain Bodai wird hier erstmals erwähnt. Gespräche über diese nie gezeigte Figur, die einer Spezies mit transparenten Köpfen angehört, wurden im weiteren Verlauf der Serie Star Trek: Deep Space Nine zu einem Running Gag.
- Mit Drofo Awa ist erstmals ein Xepolit zu sehen. Andere Xepoliten sind später noch in zwei weiteren Folgen von Star Trek: Deep Space Nine und einer Folge von Star Trek: Enterprise in Statistenrollen zu sehen.
- In Folge 5.23 (Glanz des Ruhms) von Star Trek: Deep Space Nine aus dem Jahr 1997 wird aufgeklärt, dass Calvin Hudson in der Zwischenzeit bei einem Angriff der Jem’Hadar getötet wurde.

## Produktion

### Drehbuch
In einer frühen Version der Geschichte hätte Jake Sisko einen alten Freund der Familie treffen sollen, der nun als Söldner arbeitet. Diese letztlich verworfene Idee war von dem Westernfilm Mein großer Freund Shane inspiriert.
Ira Steven Behr hatte schon länger den Wunsch, die auf der Erde verwirklichte utopische Gesellschaft darzustellen. Ihm war es daher sehr wichtig, im Drehbuch den Satz „Es ist leicht, ein heiliger im Paradies zu sein“ unterzubringen, um zu betonen, dass die in Der Maquis gezeigten Kolonien in der Demilitarisierten Zone im Gegensatz zur Erde eben kein Paradies sind. Dort fällt es seiner Auffassung nach schwerer, ein Heiliger zu sein, ebenso wie es schwerer ist, auf Deep Space Nine ein Heiliger zu sein als auf der Enterprise.
Behr wollte Hudson am Ende der Geschichte eigentlich sterben lassen, doch Michael Piller war dagegen.

### Regie
Corey Allen, der den zweiten Teil dieser Doppelfolge inszenierte, lieferte hier seine letzte Regiearbeit für das Star-Trek-Franchise ab. Im Laufe seiner Karriere hatte er insgesamt sechs Folgen von Raumschiff Enterprise – Das nächste Jahrhundert und vier von Star Trek: Deep Space Nine inszeniert.

### Darsteller
Die Hauptfigur Jake Sisko (Cirroc Lofton) hat in dieser Doppelfolge keinen Auftritt.
Bertila Damas, Darstellerin von Sakonna, spielte auch Three of Nine/Marika Wilkara in Folge 6.02 (Überlebensinstinkt) von Star Trek: Raumschiff Voyager.
Michael A. Krawic, Darsteller von William Samuels, spielte auch Rahmin in Folge 4.03 (Tag der Ehre) von Star Trek: Raumschiff Voyager und den Vulkanier Stron in Folge 2.02 (Carbon Creek) von Star Trek: Enterprise.
John Schuck, Darsteller von Legat Parn, hatte zuvor bereits den klingonischen Botschafter in den Spielfilmen Star Trek IV: Zurück in die Gegenwart und Star Trek VI: Das unentdeckte Land gespielt. Er spielte später noch ein Chormitglied in Folge 6.22 (Die Muse) von Star Trek: Raumschiff Voyager und den Klingonen Antaak in zwei Folgen von Star Trek: Enterprise.
Natalia Nogulich hat hier ihren ersten Auftritt als Admiral Nechayev in der Serie Star Trek: Deep Space Nine. Sie hatte diese Rolle zuvor bereits in drei Folgen von Raumschiff Enterprise – Das nächste Jahrhundert gespielt und spielte sie später noch in je einer weiteren Folge von Raumschiff Enterprise – Das nächste Jahrhundert und Star Trek: Deep Space Nine.
Michael Bell, Darsteller von Drofo Awa, hatte zuvor bereits Verwalter Zorn im Pilotfilm Der Mächtige / Mission Farpoint von Raumschiff Enterprise – Das nächste Jahrhundert und Borum in Folge 2.01 (Die Heimkehr) von Star Trek: Deep Space Nine gespielt.

### Drehorte und Kulissen
Für die Ansicht der Oberfläche von Volan III wurde ein Matte Painting wiederverwendet, das erstmals in Folge 2.03 (Die Macht der Paragraphen) von Raumschiff Enterprise – Das nächste Jahrhundert zu sehen war.

### Modelle
Bei der Bok’Nor handelt es sich um das wiederverwendete und modifizierte Modell von Valkris’ Schiff aus dem Spielfilm Star Trek III: Auf der Suche nach Mr. Spock.
Für die Maquis-Angriffsjäger wurde ein neues Modell angefertigt, das von Jim Martin entworfen wurde.
Für das xepolitische Frachtschiff wurde das modifizierte Modell des Wadi-Schiffs aus Folge 1.10 (Chula – Das Spiel) wiederverwendet.

## Rezeption
Keith DeCandido bewertete den ersten Teil von Der Maquis 2013 auf tor.com als eine durchschnittliche Folge von Star Trek: Deep Space Nine. Er fand, dass die Folge keine sonderlich spannende Geschichte zu bieten habe, die über die Einführung des Maquis hinausgeht. Die Enthüllung, dass Hudson dem Maquis angehört, fand er wenig überraschend und die Darstellung der Figur durch Bernie Casey hölzern. Positiv hob DeCandido die Weiterentwicklung von Dukat von einem reinen Bösewicht zu einem ambivalenteren Charakter hervor. Ebenso gefielen ihm verschiedene Dialoge, insbesondere zwischen Sisko und Dukat, Sisko und Hudson, Kira und Odo sowie Quark und Sakonna. Den zweiten Teil bewertete DeCandido ebenfalls als durchschnittliche Folge. Er sah eine Verbesserung gegenüber dem ersten Teil darin, dass die Hauptfiguren hier deutlich aktiver handeln. Die Darstellungen von Dukat und Quark fand er auch hier großartig. Weiterhin fand er interessant, dass das utopische Gesellschaftsbild, das bisher von der Föderation gezeichnet wurde, hier einige Risse bekommt. Als große Schwäche der Folge empfand DeCandido, dass nicht gezeigt wird, wofür der Maquis eigentlich kämpft. Die Missetaten der Cardassianer gegen die Kolonisten der Föderation werden lediglich erwähnt, aber sie sind nicht zu sehen. Zudem ist das Vorgehen des Maquis äußerst fragwürdig, da er leichtfertig eine zivile cardassianische Kolonie angreift und die Bok’Nor zu einem Zeitpunkt zerstört, als sie gar keine Waffen geladen hat. Problematisch fand DeCandido auch die Figur des Calvin Hudson. Seine Freundschaft mit Sisko fand er nicht glaubwürdig dargestellt, da Sisko sich zwar bemüht, Hudsons Standpunkt zu verstehen, Hudson sich hingegen kein bisschen bemüht, Sisko zu verstehen. Da Hudson nie zuvor erwähnt wurde, sei es für die Zuschauer auch schwer, eine emotionale Bindung zu ihm aufzubauen.
Sven Harvey zählte Der Maquis 2020 auf der Website Den of Geek zu den 25 besten Geschichten der Serie Star Trek: Deep Space Nine.